# Marcella Liburd
Marcella Liburd (ur. 10 lipca 1953)- polityk państwa Saint Kitts i Nevis.
Pełniła funkcję przewodniczącej Zgromadzenia Narodowego (2004-2008), przewodniczącej Partii Pracy (w 2013), minister zdrowia, spraw socjalnych, rozwoju społecznego, kultury i równości płci oraz p.o. premiera. W 2022 została zastępcą gubernatora generalnego, od 1 lutego 2023 jest pierwszą kobietą będącą gubernator generalną Saint Kitts i Nevis.